# Yuto Kigai
Yuto Kigai (遊人 麒飼?, Kigai Yūto) è un personaggio dell'anime e manga X delle CLAMP.  Lui è un Drago della Terra, uno dei sette componenti decisi a distruggere il mondo o, per meglio dire, gli umani, perché convinti che essi siano il male che infesta il pianeta.
Nel set di tarocchi di X, Yuto raffigura Il Diavolo.

## Carattere
"Seguo il flusso della corrente". Questa sua frase spiega il suo carattere, sembra che non gli interessi nulla; segue il destino nel bene e nel male, non si comprende se effettivamente si leghi a qualcuno. Addirittura, nonostante sia un Drago della Terra, poco gli importa dell'umanità: accetta il suo ruolo solo perché incuriosito dalla piega che prenderanno gli avvenimenti. Lavora all'ufficio anagrafe con la stessa diligenza di quando non sapeva dell'esistenza dei Draghi della Terra. Ha una relazione puramente sessuale con Kanoe, mentre non si comprende bene il tipo di rapporto che lo lega a Satsuki Yatoji.

### Poteri
Mentre nel film i suoi poteri si riducono all'uso di una strana arma filiforme che riesce a tagliare qualunque cosa, nell'anime e nel manga è mostrata anche la sua vera abilità: il saper controllare ogni sorta di liquido, sia quello di un caffè in un bicchiere che quello di una grande fontana. Conoscendo bene le sue abilità, riesce a creare un'immagine illusoria composta di acqua ed è in grado di lanciare potenti getti d'acqua, anche se, come afferma lui stesso, il modo in cui preferisce uccidere gli avversari è affogarli. Le armi affilate sono usate in rare occasioni, come nel suo primo scontro con Sorata Arisugawa, nel manga, o per salvare Satsuki, nell'anime.

## Storia

### Manga
Del passato di Yuto non si conosce praticamente nulla: nell'anime, si assiste solo alla scena in cui conosce Kanoe, non stupendosi affatto del suo ruolo. Rimane nascosto, a volte si confida con Satsuki.
Nella sua prima apparizione combatte contro Sorata: in quello scontro osserva con curiosità l'ingresso in scena di Fuuma Mono. Sarà lui stesso ad avvertire Kanoe della possibilità che il ragazzo sia la stella gemella di Kamui.
Dopo il suo scontro con Sorata, ha solo un breve combattimento con Karen Kasumi, dovuto al suo essere intervenuto come alleato di Nataku, precedente avversario della donna.
Yuto, difatti, preferisce assistere alle distruzioni causate da Satsuki, piuttosto che agire in prima persona.

### Anime
Nell'anime, Yuto ha un ruolo più ampio: in particolare, negli ultimi episodi, incontra Seiichiro Aoki, cui doveva redigere un attestato proprio all'ufficio dove lavora; sfidato dall'uomo, quest'ultimo viene però drogato da Karen, che lo sostituisce in combattimento. Verrà però salvata da Aoki, risvegliatosi. In seguito, Yuto ha modo di scontrarsi nuovamente con Aoki, ma verrà raggiunto da Karen che, per ucciderlo, si sacrifica.
Nell'anime è doppiato da Michiaki Furuya nella versione originale e da Luca Bottale nella versione italiana.

### Film
Nel film di X Yuto ha un ruolo marginale; con la sua arma, utilizzata soltanto in quest'occasione, uccide Yuzuriha Nekoi.
Nel film è doppiato da Kazuhiko Inoue nella versione originale e da Nicola Bartolini Carrassi nella versione italiana.

## Crossover
Uno Yuto di un altro mondo appare anche negli OAV di Tsubasa RESERVoir CHRoNiCLE, dove in un'altra Tokyo segue questa volta un altro capo, Kamui.